# Seth Bauer
Seth David Bauer (* 25. September 1959 in Bridgeport, Connecticut) ist ein ehemaliger Ruderer aus den Vereinigten Staaten, der 1987 Weltmeister mit dem Achter war.

## Sportliche Karriere
Der 1,65 m große Seth Bauer war Steuermann des US-Achters, der bei den Weltmeisterschaften 1981 die Bronzemedaille gewann. 1982 erreichte der Achter den vierten Platz, 1983 belegte das Boot den siebten Platz.
1987 kehrte Bauer in den US-Achter zurück und gewann den Titel bei den Weltmeisterschaften in Kopenhagen vor den Booten aus der DDR und aus Italien. Bei den Olympischen Spielen 1988 in Seoul trat der US-Achter mit Michael Teti, Jon Smith, Edward Patton, John Rusher, Peter Nordell, Jeffrey McLaughlin, Douglas Burden, John Pescatore und Seth Bauer an, gegenüber der Besetzung des Vorjahres war lediglich John Rusher für Michael Still ins Boot gerückt. Im Olympiafinale siegte der Achter aus der Bundesrepublik vor dem sowjetischen Boot, der US-Achter gewann die Bronzemedaille.